# جارود دايسون
جارود دايسون (بالإنجليزية: Jarrod Dyson)‏ هو لاعب كرة قاعدة أمريكي، ولد في 15 أغسطس 1984 في ماكومب في الولايات المتحدة.

## وصلات خارجية
- جارود دايسون على موقع دوري كرة القاعدة الرئيسي (الإنجليزية)
- جارود دايسون على موقعبيزبول رفرنس.كوم (الدوري الرئيسي) (الإنجليزية)
- جارود دايسون على موقعبيزبول رفرنس.كوم (الدوري الثانوي) (الإنجليزية)
- جارود دايسون على موقع إي إس بي إن.كوم (أم.أل.بي) (الإنجليزية)
- جارود دايسون على موقع مشجعي الرسوم البيانية (الإنجليزية)